# Soissons-Nord (tổng)
Tổng Soissons-Nord là một tổng ở tỉnh Aisne trong vùng Hauts-de-France.

## Hành chính
| Giai đoạn | Ủy viên     | Đảng | Tư cách |
| --------- | ----------- | ---- | ------- |
| 2008-2014 | Patrick Day | PS   |         |
| 2001-2008 | Patrick Day | PS   |         |

## Các đơn vị cấp dưới
Tổng Soissons-Nord gồm 11 xã với dân số là 21 845 người (điều tra năm 1999, dân số không tính trùng)
| Xã                       | Dân số | Mã bưu chính | Mã insee |
| ------------------------ | ------ | ------------ | -------- |
| Chavigny                 | 153    | 02880        | 02175    |
| Crouy                    | 2 619  | 02880        | 02243    |
| Cuffies                  | 1 496  | 02880        | 02245    |
| Juvigny                  | 275    | 02880        | 02398    |
| Leury                    | 113    | 02880        | 02424    |
| Pasly                    | 1 067  | 02200        | 02593    |
| Pommiers                 | 601    | 02200        | 02610    |
| Soissons                 | 29 453 | 02200        | 02722    |
| Vauxrezis                | 355    | 02200        | 02767    |
| Venizel                  | 1 462  | 02200        | 02780    |
| Villeneuve-Saint-Germain | 2 312  | 02200        | 02805    |

xã Soissons nằm một phần trong tổng này.

## Biến động dân số
| 1962                                                     | 1968 | 1975 | 1982 | 1990   | 1999   |
| -------------------------------------------------------- | ---- | ---- | ---- | ------ | ------ |
| -                                                        | -    | -    | -    | 22 268 | 21 845 |
| Nombre retenu à partir de 1962 : dân số không tính trùng |      |      |      |        |        |